# Sánscrito
El sánscrito (संस्कृतम् saṃskṛtam, en AFI:  [ˈsɐ̃skr̩tɐm]) es la lengua clásica de la India, además de una de las lenguas indoeuropeas documentadas más antiguas, después del hitita y el griego micénico. El sánscrito pertenece a la subfamilia indoeuropea de las lenguas indoiranias y específicamente la indoaria.
La lengua más antigua de la rama indoaria, el sánscrito védico (o lengua ritual de la religión védica) es uno de los miembros más antiguos de la familia indoeuropea. Su texto más antiguo conocido es el Rigveda, compuesto y consolidado entre 1500 y 1000 a. C., en la primera parte del periodo védico.
En la segunda parte del periodo védico se desarrolló una tradición rigurosa y sofisticada del análisis lingüístico, especialmente respecto a la fonética y la gramática, en un intento de detener el cambio de la lengua, ya que la literatura védica iba volviéndose gradualmente difícil de recitar y entender. Esta tradición culminó en la obra Aṣṭādhyāyī de Pāṇini, que es el punto de inicio del sáncrito clásico. De hecho, el nombre 'saṃskṛta' significa literalmente ‘perfeccionado, refinado’: sam: ‘com-, completamente’; kṛtá: ‘hecho, creado, obra’ (de la raíz √kṛ-).
El sánscrito es la lengua de la filosofía y los estudios científicos en la India clásica, y se usa actualmente como lengua litúrgica en los ritos del hinduismo, en forma de himnos y mantras. También es lengua del budismo y el jainismo. Hoy en día es uno de los veintidós idiomas oficiales de la India, utilizado con propósitos particulares y en menor medida como lengua vehicular de cultura. La posición del sánscrito en la cultura de la India y del sudeste asiático es similar a la del latín y el griego clásico en Europa.
La mayoría de los textos sánscritos conservados hasta la actualidad fueron transmitidos oralmente (con métrica y ritmo mnemotécnicos) durante varios siglos, hasta que se escribieron en la India medieval.

## Aspectos históricos, sociales y culturales

### Historia y desarrollo
Según los estudios eruditos y el análisis de datos arqueológicos, lingüísticos y genéticos, la llegada de los indoarios en múltiples olas a la India ocurrió en los primeros siglos del II milenio a. C. En este periodo, la civilización del valle del Indo ya estaba en decadencia. 
Después de la mezcla de los indoarios con la población indígena, la forma de lengua indoaria evolucionó rápidamente hasta llegar al punto del periodo védico. Así tenemos una historia de tres milenios de literatura en sánscrito.

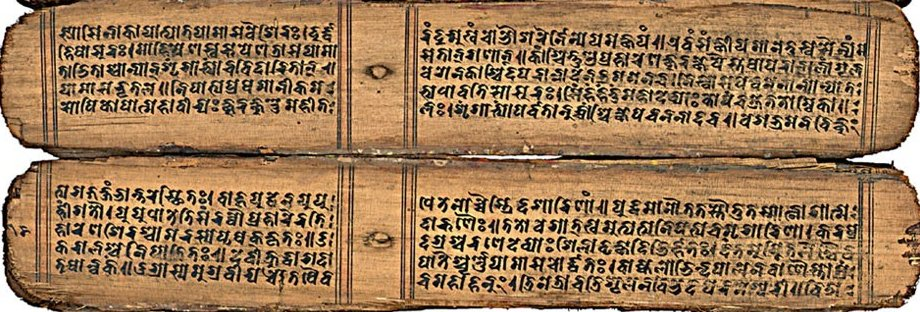
Tablillas escritas en idioma sánscrito: el Devi-majatmia o ‘las glorias de la diosa Devi’, manuscrito sobre hoja de palma, en la antigua escritura bhujimol (de Bihar o de Nepal,).

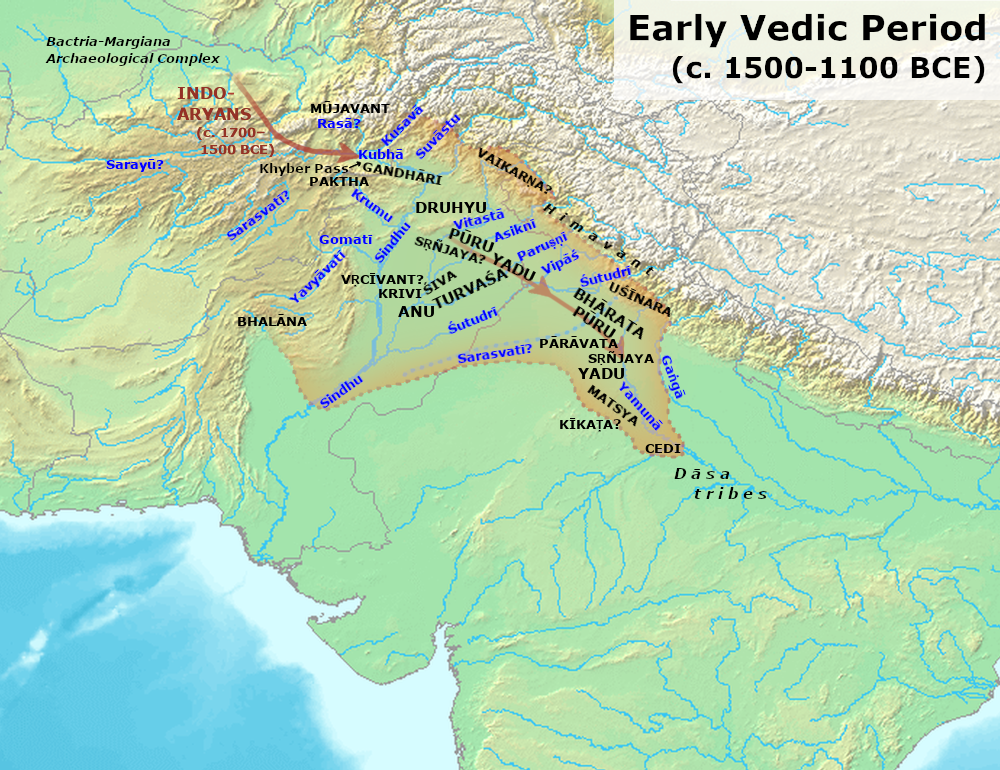
Período védico temprano.

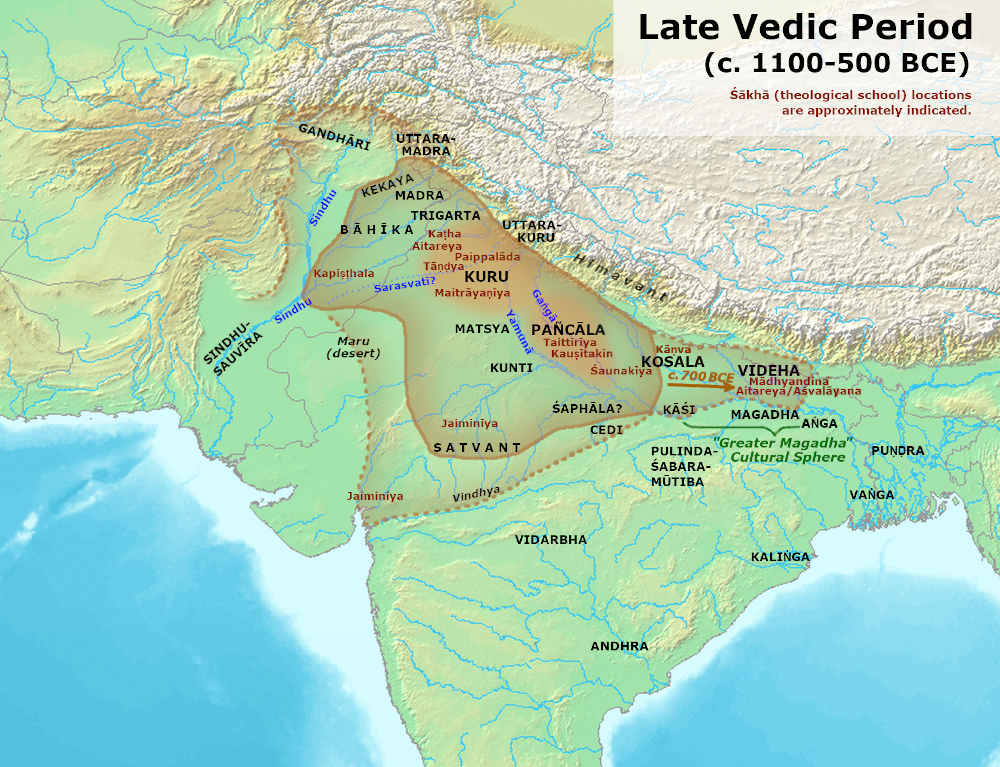
Reinos, tribus y escuelas teológicas del período védico tardío.

La introducción del Aṣṭādhāyī de Pāṇini, una gramática generativa con reglas algebraicas de la estructura lingüística, como culminación de una gran tradición gramática de muchos siglos, produjo una estabilización de la lengua formal como definición oficial  de 'sánscrito', mientras que los prácritos, lenguas naturales y coloquiales, siguieron evolucionando hasta convertirse en los idiomas actuales de la India.
Con esta divergencia de los idiomas naturales desde el estándar oficial, aumentó la importancia del sánscrito como vehículo de comunicación entre las naciones indias y posibilitó la unidad de todas ellas. En este fenómeno participaron no solo las élites brahmánicas, sino también los budistas y los jainas: por ejemplo, Aśvaghoṣa (siglo II) es un personaje muy importante tanto en la historia de la literatura sánscrita clásica como para el budismo.
Otro ejemplo es que los dos grandes textos épicos, el Rāmāyaṇa y el Mahābhārata, no eran recitados y propagados por brahmanes, sino por los sūtas. Aunque los núcleos de las dos obras son muy antiguos, las versiones finales del Rāmāyaṇa y del Mahābhārata se estabilizaron en los primeros siglos de nuestra era, y su idioma es el sánscrito, no exactamente pāṇiniano, pero sánscrito no obstante.
Con Aśvaghoṣa comienza un gran periodo en la literatura sánscrita que duró alrededor de un milenio. Pero la figura más conocida y celebrada de la literatura clásica es Kālidāsa, llamado el Shakespeare de la India por críticos modernos como sir William Jones y Monier Williams.
Escritas en el siglo V, las obras de Kālidāsa representan la culminación de una gran tradición literaria, pero, como Pāṇini, Kālidāsa también eclipsó a sus predecesores, con el resultado de que no se conservaron las obras de éstos. En las obras de Kālidāsa y en otras parecidas, mientras que los brahmanes y otra gente de alta casta hablan sánscrito, los de casta baja, así como las mujeres y los niños, hablan idiomas prácritos.
El sánscrito no es exactamente una lengua muerta, ya que algunas decenas de miles en la India declaran tenerla como lengua vehicular habitual en ciertos contextos. De hecho, todavía hoy se enseña a leer y escribir en escuelas y hogares en toda la India, aunque como segunda lengua. Y algunos brahmanes llegan a considerarlo su "lengua materna". De acuerdo con informes actualizados, se está reviviendo como lengua local en el pueblo de Mattur, cerca de Shimoga (en Karnataka). Sin embargo, la mayor parte de las personas que usan el sánscrito con fluidez lo adquirieron como segunda lengua y no como su primera lengua.

### Arcaísmo
El arcaísmo del sánscrito, particularmente en el sistema consonántico, se aprecia cuando se compara con otras lenguas antiguas, como el latín, el griego, o incluso lenguas modernas que retienen un buen número de arcaísmos, como el lituano. Aunque todos estos idiomas han experimentado considerables cambios fonéticos y gramaticales que han apartado su estructura de la del protoindoeuropeo clásico, mantienen algunas similitudes notables. J. P. Mallory usa un proverbio lituano (escrito en sánscrito, en lituano y en latín) para mostrar el gran parecido existente:
Sánscrito: «Devas adadāt datás, Devas dat dhānās».
Lituano: «Dievas davė dantis, Dievas duos duonos».
Latín: «Deus dedit dentes, Deus dabit panem».
Español: «Dios dio dientes, Dios dará pan».

## Clasificación
El sánscrito, al igual que las otras lenguas indoarias, está estrechamente emparentado con las lenguas iranias, por lo que se habla de la rama de lenguas indoiranias o indoarias. El sánscrito védico está especialmente emparentado con el idioma avéstico de la religión del zoroastrismo, a tal punto que, con la ayuda de un puñado de reglas fonéticas, se puede convertir fielmente un texto de un idioma al otro, lo que se puede demostrar con este ejemplo:
| Avéstico        | tәm amanvantәm yazatәm  | sūrәm dāmōhu sәvištәm    | miθrәm yazāi zaoθrābyō     |
| Védico          | tám ámanvantam yajatám  | śū́ram dhā́masu śáviṣṭham  | mitrám yajāi hótrābhyaḥ    |
| Protoindoiranio | *tám ámanvantam yaǰatám | *ćū́ram dhā́masu ćávištham | *mitrám yǎǰāi jháutrābhyas |

El sánscrito está también cercanamente emparentado con las lenguas baltoeslavas, también idiomas satem, como el ruso y el lituano en aspectos de la inflexión nominal, pronombres y adverbios, etc. Existe una gran cantidad de vocabulario no compartido con otras subfamilias indoeuropeas.
El sánscrito se considera en ciertos aspectos una lengua conservadora que refleja particularmente bien algunos rasgos del protoindoeuropeo más reciente, y un antecesor de las modernas lenguas indoarias de la India. 
Otras lenguas indoarias posteriores cronológicamente al sánscrito son los idiomas prácritos, en una de cuyas formas se redactó el canon budista, seguidos por los apabhraṃśas, 'corruptos', y en la última generación los idiomas contemporáneos.
Durante mucho tiempo se consideró que el sánscrito era el origen de esos idiomas. Pero la evidencia actual sugiere que el sánscrito no es el antecesor directo o «lengua madre» de las modernas lenguas indoarias, sino más bien una rama paralela (una especie de «tía materna» de las lenguas más modernas, por así decirlo). La mayor parte de las lenguas modernas derivarían de alguna forma de prácrito local.
Otro tanto ocurre con las lenguas romances, que no se originan exactamente del latín clásico de Cicerón y César.

## Distribución geográfica

Influencia del sánscrito entre 300 y 1800.

La presencia histórica del sánscrito se demuestra ampliamente en muchas regiones de Asia. Inscripciones y evidencia literaria sugieren que en el primer milenio el sánscrito ya estaba adoptado en el sudeste y centro de Asia.
Se han encontrado colecciones significativas de manuscritos e inscripciones sánscritos en China y Tíbet Birmania, Indonesia, Camboya, Laos, Vietnam, Tailandia, y Malasia. Asimismo se han descubierto inscripciones o manuscritos en sánscrito, incluso de textos muy antiguos, en desiertos y regiones montañosas de Nepal, Tíbet, Afganistán, Mongolia, Uzbekistán, Turkmenistán, Tayikistán y Kazajistán, así como en Corea y Japón.

## Fonología
El alfabeto o sistema de sonidos de sánscrito se puede representar en una matriz de dos dimensiones de acuerdo con los criterios articulatorios:
|             | sordos      | sordos      | sordos      | sonoros     | sonoros     | sonoros     | sonoros       | sonoros | sonoros | sonoros   | sonoros   |
| ----------- | ----------- | ----------- | ----------- | ----------- | ----------- | ----------- | ------------- | ------- | ------- | --------- | --------- |
| abiertos    | ḥ           |             |             |             | h           | ṃ           |               | a       | ā       |           |           |
| velares     |             | k           | kh          | g           | gh          | ṅ           |               |         |         |           |           |
| palatales   | ś           | c           | ch          | j           | jh          | ñ           | y             | i       | ī       | ē         | ai        |
| retroflejos | ṣ           | ṭ           | ṭh          | ḍ           | ḍh          | ṇ           | r             | ṛ       | ṝ       |           |           |
| dentales    | s           | t           | th          | d           | dh          | n           | l             | ḷ       |         |           |           |
| labiales    |             | p           | ph          | b           | bh          | m           | v             | u       | ū       | o         | au        |
|             | fricativos  | inaspirados | aspirados   | inasp       | asp         | nasales     | semivocalicos | cortos  | largos  | largos    | largos    |
|             |             | plosivos    | plosivos    | plosivos    | plosivos    |             |               | simples | simples | diptongos | diptongos |
|             |             |             |             |             |             |             | vocalicos     |         |         |           |           |
|             | consonantes | consonantes | consonantes | consonantes | consonantes | consonantes | consonantes   | vocales | vocales | vocales   | vocales   |

El orden alfabético tradicional son las vocales, los diptongos, el anusvara y el visarga, las oclusivas y las nasales, y finalmente las líquidas o semivocálicas y fricativas.

## Gramática
El sánscrito, al igual que otras antiguas lenguas indoeuropeas del I milenio a. C., es una lengua flexiva y sintética, con orden básico dominante SOV y preposicional (aunque existen algunos pocos elementos postposicionales).
Los nombres y adjetivos pueden distinguir hasta ocho casos morfológicos (nominativo, vocativo, acusativo, genitivo, dativo, ablativo, locativo e instrumental), tres números (singular, dual y plural) y tres géneros (masculino, femenino y neutro). El verbo tiene prácticamente las mismas categorías flexivas que el griego antiguo.

## Escritura

Texto sánscrito escrito en sus varios alfabetos: «Que Śiva bendiga a quienes se deleitan en la lengua de los dioses» (Kālidāsa).

El sánscrito y sus formas anteriores no se desarrollaron con un sistema de escritura. Antes de la llegada de los arios, existía la escritura en la civilización urbana del Indo pero la irrupción de estos provocó su desaparición. 
No había ninguna forma de escritura durante el desarrollo de la literatura védica en el periodo védico. Aun después de la introducción de la escritura, durante siglos las obras se siguieron transmitiendo de forma oral. Los manuscritos del Ṛg·veda, compuesto antes del 1000 a. C., no aparecieron hasta el 1000 d. C. Aun cuando así empezó la difusión de las obras escritas, la trasmisión oral continuó preponderando hasta muy recientemente.
No se sabe cuándo se desarrolló la escritura en India o cuándo se introdujo otra vez, pero las primeras crónicas son del siglo III a. C. Desde este periodo se encuentran inscripciones del emperador Aśoka en la escritura Brāhmī, generalmente no en sánscrito, sino en los prácritos de cada región. Se ha demostrado que el Brahmi se basó en la escritura semítica, pero adaptado a la fonología índica.
Brahmi es una escritura abugida en la que cada carácter consonántico tiene también un elemento vocálico, es decir, el carácter es literalmente con sonante. La gran mayoría de los sistemas de escritura de la India,  sudeste de Asia y otros lugares se derivan del Brahmi, y en cada región esas escrituras se emplean para escribir en sánscrito, tanto en Bengal como en Tailandia. 
Desde el siglo XVIII, el sánscrito se ha escrito también en una forma de escritura latina que es el alfabeto internacional del sánscrito.

## Literatura

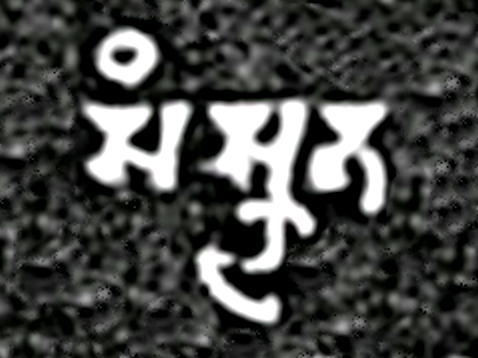
Uso antiguo de la palabra saṃskṛta- en escritura gupta:^{}_{} Saṃ-skṛ-ta
Mandsaur inscripción de Yaśodharman-Viṣṇuvardhana, 532 CE.

La literatura en sánscrito se puede dividir generalmente en las obras compuestas en sánscrito védico y el tardío sánscrito clásico.
El sánscrito védico es el idioma de las obras exhaustivas litúrgicas de la religión védica, que, además de los cuatro Vedas, incluyen los Brāhmaṇas y Sūtras.
La literatura védica preservada es enteramente de índole religiosa, mientras que las obras en sánscrito clásico abarcan una gran variedad de campos: epopeya, lírica, drama, romance, fábulas, gramática, ley civil y religiosa, ciencia política y vida práctica, ciencia del amor y el sexo, filosofía, medicina, astronomía, astrología, matemáticas, etc. Es, esencialmente, secular en el tema.
La literatura védica es básicamente optimista en espíritu, y retrata al hombre como fuerte y poderoso, capaz de obtener plenitud aquí y en el mundo posterior. La literatura más tardía, en cambio, es pesimista. Muestra a los seres humanos controlados por las fuerzas de destino, y a los placeres de este mundo como la causa de la miseria. Estas diferencias psicológicas fundamentales se atribuyen a la ausencia de las doctrinas del karma y la reencarnación en el periodo védico, ideas predominantes en las épocas posteriores.

### Obras
| Género, colección                     | Ejemplos | Referencias          |
| ------------------------------------- | --- | -------------------- |
| Escrituras                            | Vedas, Upaniṣads, Āgamas, la Bhagavad·Gītā | [ 68 ] [ 69 ]        |
| Lengua, gramática                     | Aṣṭādhyāyī, Gaṇa·pāṭha, Pada·pāṭha, Vārttikas, Mahābhāṣya, Vākya·padīya, Phiṭ·sūtra | [ 70 ] [ 71 ] [ 72 ] |
| Ley, civil y religiosa                | Dharma·sūtras/Dharma·śāstras, Manu·smṛti | [ 73 ] [ 74 ]        |
| Ciencias políticas                    | Artha·śāstra | [ 75 ]               |
| Lógica, matemáticas                   | Kalpa, Jyotiṣa, Gaṇita·śāstra, Śulba·sūtras, Siddhāntas, Āryabhaṭīya, Daśa·gītikā·sutra, Siddhānta·śiromaṇi, Gaṇita·sāra·saṅgraha, Bīja·gaṇita                                                      | [ 76 ] [ 77 ]        |
| Medicina, salud                       | Āyurveda, Suśruta·saṃhitā, Caraka·saṃhitā | [ 78 ] [ 79 ]        |
| Sexo, emociones                       | Kāma·sūtra, Pañca·sāyaka, Rati·rahasya, Rati·mañjari, Anaṅga·ranga | [ 80 ] [ 81 ]        |
| Epopeya                               | Rāmāyaṇa, Mahābhārata | [ 82 ] [ 83 ]        |
| Epopeya del Corte (Kāvya)             | Raghu·vaṃśa, Kumāra·sambhava | [ 84 ]               |
| Literatura gnómica y didáctica        | Subhāṣitas, Nīti·śataka, Bodhicary'âvatāra, Śṛṅgāra·jñāna·nirṇaya, Kalā·vilāsa, Catur·varga·saṅgraha, Nīti·mañjari, Mugdh'ôpadeśa, Subhāṣita·ratna·sandoha, Yoga·śāstra, Śṛṅgāra·vairāgya·taraṅgiṇī | [ 85 ]               |
| Drama, baile, los artes               | Nāṭya·śāstra | [ 86 ] [ 87 ] [ 88 ] |
| Música                                | Sangīta·śāstra | [ 89 ] [ 90 ]        |
| Poética                               | Kāvya·śāstra | [ 91 ]               |
| Mitología                             | Purāṇas | [ 92 ]               |
| Filosofía                             | Darśana, Sāṅkhya, Yoga (filosofía), Nyāya, Vaiśeṣika, Mīmāṅsa, Vedānta | [ 93 ]               |
| Escrituras, ley monástica (budistica) | Tripiṭaka, Mahayana Buddhist texts, others | [ 94 ] [ 95 ] [ 96 ] |
| Teología, filosofía (jainica)         | Tattv'ârtha Sūtra, Mahāpurāṇa y otros | [ 97 ] [ 98 ]        |

## El sánscrito y el español

### Palabras cognadas - de origen común indo-europeo
Al ser idiomas de la misma familia (la indoeuropea), español y sánscrito comparten muchas semejanzas, características heradadas del progenitor común, en los campos de gramática y léxico. Aquí se pueden observar algunas palabras cognadas, es decir, del mismo origen indoeuropeo.
| Sánscrito    | Español         | Latín           |
| ------------ | --------------- | --------------- |
| me           | me              | me              |
| te           | te              | te              |
| nas          | nos             | nos             |
| vas          | vos             | vos             |
| sva-         | se              | se, sui-        |
| itara        | otro            | alter           |
| antara       | entre           | inter           |
| upari        | sobre           | super           |
| tri          | tres            | trēs            |
| daśa-        | diez            | dec·em          |
| mātṛ         | madre           | mater           |
| dā-          | da·r            | da·re           |
| ī-           | ir              | ire             |
| ad-          | comer           | com·ed·ere      |
| pib-, pā-    | beb·er          | bib·ere         |
| jīv-         | viv·ir          | viv·ere         |
| mṛ-, mṛ·ta-  | mor·ir, muer·to | mor·tu-         |
| deva·s       | dio·s           | deu·s           |
| nava-        | nuevo           | novo-           |
| ja-, jan-    | gente           | gens            |
| nakta-       | noche           | nox, noct-      |
| akṣu         | ojo             | ocus            |
| nāsa         | nariz           | nasum           |
| pad-         | pie             | pe(d)s          |
| dant-        | diente          | den(t)s         |
| apas         | obra            | opus            |
| sakha-       | socio           | socio-          |
| sad-         | sede            | sed-            |
| vāc-         | voz             | vox             |
| dakṣa-       | diestro         | dexter          |
| hima-        | hiemal          | hiems           |
| rudra-, roh- | rojo            | rubr-           |
| dharma-      | firme           | firmus          |
| jihvā        | lengua          | lingua          |
| mātra-       | med·ir          | metr-           |
| svapna-      | sueño           | somnia < sopnia |

### Palabras prestadas del sánscrito
Numerosas palabras relacionadas con elementos religiosos y culturales de la India tienen nombres procedentes del antiguo sánscrito:
- asana (posición de yoga)
- atutía o tutía (presente en el refrán «no hay tutía»)
- avatar (ava-tara, ‘que desciende’)
- ayurveda (medicina aiurvédica)
- bandana (bandhana, ‘atadura’)
- bodhisattva
- brahmán (sacerdote)
- Buda
- chakra (centro energético)
- eka- (‘uno’) para indicar el primer elemento desconocido debajo de uno conocido, ejemplos: «ekaboro» (actualmente llamado escandio), «ekaluminio» (ahora llamado galio), etc.[101]
- dvi- o dwi- (‘dos’), para indicar el segundo elemento desconocido debajo de uno conocido; por ejemplo: «dvitelurio» (llamado polonio desde su descubrimiento en 1898)[101]
- gurú (‘maestro’)
- esvástica (su astika, ‘muy auspicioso’)
- karma
- mandala
- mantra (canto)
- maia (velo ilusorio)
- nadi (canal energético)
- nirvana (éxtasis)
- sánscrito
- shanti (paz)
- tri- (‘tres’) para indicar el tercer elemento desconocido debajo de uno conocido; por ejemplo: «trimanganeso» (llamado renio desde su descubrimiento en 1925)[101]
- yoga

### Palabras derivadas directamente de un término sánscrito
- ario (aria)
- brahmanismo
- budismo
- cingalés (en sánscrito sinjala: ‘con leones’)

### Palabras derivadas indirectamente de un término sánscrito
- ajedrez (préstamo del árabe, pero de origen sánscrito: chatur anga, ‘cuatro miembros’).
- alcanfor: al (árabe) + karpūrā: ‘sustancia química’
- añil (del árabe hispano anníl o annír, este del árabe clásico níl[aǧ], este del persa nil, y este del sánscrito nīla).
- azúcar (del árabe hispánico assúkkar, este del árabe clásico sukkar, este del griego σάκχαρι /sákhari/, este del pelvi šakar,[102] y este del sánscrito shuklá: ‘azúcar blanco’[103] o de sukha ‘felicidad, dulzura’).
- azufre (préstamo del árabe, de origen sánscrito śulbāri: ‘enemigo del cobre’; siendo śulbā o śulva: ‘cobre’; āri: ‘enemigo’).
- azul (quizá alteración del árabe hispano lazawárd, este del árabe lāzaward, este del persa laǧvard o lažvard, y este del sánscrito rajavarta,[104] ‘lapizlázuli’).[105]
- costo (Costus villosissimus): hierba de flores amarillas originaria de la India (del latín costus, este del griego κόστος, y este del sánscrito kusthah,[106] que significa ‘mal parado’, siendo ku: ‘mal’, y stha: ‘está’).[107]
- jengibre (del latín zingĭber, zingibĕris, este del griego ζιγγίβερις, y este del sánscrito shringavera (siendo shringa: ‘cuerno’ y vera: ‘cuerpo’ o ‘boca’),[108] aunque según la RAE proviene de la inexistente palabra sánscrita singavera).[109]
- laca (del árabe hispano lákk, este del árabe lakk, este del persa lāk, y este del sánscrito laksha, que ya aparece en el Átharva-veda, de fines del II milenio a. C.).[110] Quizá se relacione con lakshá (el número 100 000), quizá en referencia a la gran cantidad de insectos parecidos a la cochinilla que con sus picaduras hacen que este tipo de árbol exude esta sustancia resinosa, traslúcida, quebradiza y rojiza.
- lacha: vergüenza, pundonor (de layyá).
- lila (del francés lilac, este del árabe līlak, este del persa lilang, y este del sánscrito nila, «azul oscuro»).
- lima. Comparte su etimología con la palabra «limón». Deriva del árabe hispano lima , este del árábe līmah, este del persa لیمو /limú/, y este del sánscrito nimbú,[111][112]
- limón (del árabe hispano lamún o laimún, este del árábe laymūn, este del persa limú, y este del sánscrito nimbú,[113] que en realidad se refería a la ‘lima ácida’.[112]
- naranja (del árabe hispano naranǧa, este del árabe nāranǧ, este del persa nārang, y este del sánscrito naranga,[114] que posiblemente proviene del sánscrito nagá-ranga (‘el color de la localidad’, el árbol naranjo). También aparece como , nagáruka, nagá vriksha (‘el árbol de la serpiente’), nagara (ciudad, pueblo), naringa, naringui y narianga.[115]

## En la cultura popular
En la novela Cien años de soledad (1967), de Gabriel García Márquez (1927-2014), Aureliano Babilonia aprende sánscrito para comprender el contenido de los manuscritos donde Melquíades profetizó un siglo de la historia de toda la familia.
En 1998 la cantante Madonna grabó un disco titulado Ray of light, fuertemente influido por el hinduismo, la cábala y otras doctrinas. Uno de los temas del disco se titula Shanti/Ashtangi, contiene versos del Yoga-taravali, así como versos originales, cantados íntegramente en sánscrito.
El tema «Duel of the fates», de la banda sonora de la primera trilogía de la saga Star Wars (Episodio I - La amenaza fantasma, Episodio II - El ataque de los clones y Episodio III - La venganza de los Sith), se canta en sánscrito y está basado en un antiguo poema celta llamado «Cad Goddeu» (‘La batalla de los árboles’).

## Glosario tradicional y notas
1. ↑  śvāsa
2. ↑  nāda
3. ↑  kaṇṭhya
4. ↑  tālavya
5. ↑  mūrdhanya
6. ↑  dantya
7. ↑  oṣṭhya
8. ↑  alpa·prāṇa
9. ↑  mahā·prāṇa
10. ↑  anunāsika
11. ↑  antastha
12. ↑  hrasva
13. ↑  dīrgha
14. ↑  sparśa
15. ↑  svara
16. ↑  vyañjana